# Landweert
Landweert is een wijk in Venray en is gelegen ten noordoosten van het centrum.
De wijk werd gebouwd in de jaren '80 van de 20e eeuw en is met 6500 inwoners (2016) de grootste wijk van Venray.
De wijk kent een buurtcentrum, "'t Stekske" genaamd.